# Гарден Гроув (Ајова)
Гарден Гроув (енгл. Garden Grove) град је у америчкој савезној држави Ајова. По попису становништва из 2010. у њему је живело 211 становника.

## Демографија
Према попису становништва из 2010. у граду је живело 211 становника, што је -39 (-15.6%) становника више него 2000. године.
| Група             | 2000.       | 2010.       |
| Белци             | 249 (99,6%) | 204 (96,7%) |
| Афроамериканци    | 0 (0,0%)    | 2 (0,9%)    |
| Азијати           | 0 (0,0%)    | 0 (0,0%)    |
| Хиспаноамериканци | 0 (0,0%)    | 2 (0,9%)    |
| Укупно            | 250         | 211         |